# マウント (コーンウォール)
マウント (Mount) は、イングランドのコーンウォール州東部に位置するウォーレガン行政教区内にある村。ウォーレガンの中心集落の南西に隣接している。ウォーレガン行政教区は、ウォーレガンとマウントのふたつの村から成っており、この範囲はマウント・アンド・ウォーレガン (Mount & Warleggan) として言及されることもある。
マウントには、各種の地域行事の会場として利用されるウォーレガン・ジュビリー・ホール (Warleggan Jubilee Hall) があり、集落の中心には、1920年ころに建立された戦没者記念碑がある。
なお、同じコーンウォール州内には、ペランザブロウ行政教区内にも同名の別の集落がある（北緯50度22分05秒 西経5度09分35秒 / 北緯50.3679592度 西経5.1598481度）ので、注意を要する。